# 校監
校監（有时也译为名誉校长）是學校校務會議主席，相當於企業董事長（Chairman）的角色，位階於校長之上。其主要職責包括負責主持校董會（校務會議）和畢業典禮，以及決定學校長遠發展願景。

## 英式傳統
許多中文翻譯會誤將Chancellor翻譯為校長，或將Vice-Chancellor錯誤翻譯為副校長。正確翻譯如下：
- 校監（Chancellor）
  - 副校監（Pro-Chancellor）
- 校長（Vice-Chancellor & President）
  - 常務副校長（Deputy Vice-Chancellor，或譯「首席副校長」）
    - 副校長（Pro Vice-Chancellor）

### 英國
知名大學的校監多半是由德高望重的政治人物或英國王室成員出任。英國王室成員可兼任不只一所大學校監，例如：安妮公主就兼任倫敦大學和愛丁堡大學校監。

### 澳大利亞與紐西蘭
知名大學的校監和副校監多半是由德高望重的政治人物或學者出任，例如澳洲國立大學（ANU）的現任校監朱莉·毕晓普曾任澳洲聯邦外交部部長和澳洲自由党副黨魁等职务，過去也曾有过諾貝爾獎得主和卸任澳洲總理擔任ANU校監。另如奧克蘭大學現任校監Ian M. Parton博士曾任新西蘭工程師協會主席等職務，現任副校監Scott St. John為新西蘭著名金融機構First NZ Capital的掌門人。而2013年上任的悉尼大學校監是金融和商界人士贝琳达·赫金森，她是歷史上首個當選雪大校監的商人，是雪大原經濟系的畢業生。

### 香港
所有受獨立條例規管的法定大專院校，都需按有關法例規定，由香港行政長官兼任校監，在主權移交前為香港總督。因此香港的公立大專院校的校監都是香港行政長官，當中包括接受大學教育資助委員會資助的大學、財政自給的香港都會大學和受公帑資助的香港演藝學院。香港的私立大專院校，例如香港樹仁大學和珠海學院的校監，可由有關辦學團體決定。而隸屬職業訓練局的香港專業教育學院，則是由政府委任的職業訓練局主席具有類似校監的職能。
香港的學校如要獲得政府資助，都需要按規定設立校董會或法團校董會，所以香港大部分學校都設有校董會，而校監也是校董會的成員，但不能兼任教師或校長。香港接受政府資助的學校，校監可由校董會推選或由辦學團體委任，因此很多有宗教背景的學校，其校監都是該辦學團體委派的牧師、神父等宗教或神職人員。就接受教育局規管的中學和小學而言，校監的職責包括主持法團校董會的會議，向教育局通知校董、校長或教員的任免，監察學校的帳目，並確保學校合法運作。

## 中华人民共和国
中华人民共和国的高校设立党委书记一职，作为中国共产党驻学校代表，位居校长之上，实际扮演校监的角色。此外，《中小学法治副校长聘任与管理办法》在2022年2月17日颁布，自2022年5月1日起实施。中华人民共和国的人民法院丶人民检察院丶公安机关丶司法行政部门会推荐或者委派人员前往学校兼任副校长职务，此类副校长被称为法治副校长。

## 台灣
在臺灣（中華民國）的各部法規裡面，並沒有規定學校必須設立校監的職位，但有設置督學一職。輔仁大學設有「宗座督導」職位，其功能類似校監，為少數特例。

## 美國
大多數的（單一主校區）美國大學，並無校長與校監職權分立之設計，因此校長（President）便相當於校監，既是學校的對外代表人，亦是最高行政首長。另設置常務副校長（Provost）協助校務。
但少數擁有多個校園的美國大學，則會增設校監一職，位階高於個別校區的校長，以方便校務整合與推動。
然而，亦有些州立大學系統反其道而行，例如：伊利諾大學、麻薩諸塞大學和加利福尼亞大學，改以校長擔任大學系統之最高行政首長，各州立大學系統分校另設置分校校監進行管理。

## 日韓
在日本和韓國的私立學校中，設有相當於校董會的理事會，其負責人稱為理事長，相當於校監的角色。

## 另見
- 校長
- 副校長